# Jarvis Williams
Reigarvius Jacquez "Jarvis" Williams (Macon, Georgia, 21 de enero de 1993) es un baloncestista estadounidense que pertenece a la plantilla del Hapoel Be'er Sheva B.C. de la Ligat ha'Al israelí. Con 2,01 metros de estatura, juega en la posición de ala-pívot. 

## Trayectoria deportiva

### Universidad
Jugó dos años en el Gordon State College de Barnesville (Georgia), donde en la segunda temporada promedió 21 puntos y 10 rebotes por partido. Accedió a la División I de la NCAA de la mano de los Racers de la Universidad Estatal Murray, donde en su primera temporada promedió 14,8 puntos y 9,9 rebotes por partido, siendo incluido por ello en el mejor equipo debutante de la Ohio Valley Conference y en el segundo mejor quinteto de la conferencia.
La temporada siguiente realizó números similares, quedándose en 15,7 puntos y 8,4 rebotes por encuentro, por lo que fue incluido en el mejor quinteto de la OVC.

### Profesional
Tras no ser elegido en el Draft de la NBA de 2015, en el mes de agosto firmó su primer contrato profesional con el equipo polaco del WKS Śląsk Wrocław, con el que promedió 17,2 puntos y 8,9 rebotes por partido. En febrero de 2016 dejó el equipo para ir a terminar la temporada al Tofaş S.K. turco, donde sus promedios fueron de 13,4 puntos y 5,2 rebotes por encuentro.
En julio de 2016 fichó por el Boulazac Basket Dordogne de la Pro B francesa. Jugó una temporada como titular, prom,ediando 17,7 puntos y 6,7 rebotes por partido. Al año siguiente cambió de equipo, pero no de liga, al recalar en el Caen Basket Calvados, donde acaba promediando 16,4 puntos y 6,2 rebotes.
La temporada siguiente firmó contrato con el equipo italiano del NPC Rieti, pero no llegó a debutar. No fue hasta marzo de 2018 cuando volvió a las pistas, firmando con los polacos del Rosa Radom, donde acabó la temporada promediando 14,9 puntos y 6,6 rebotes por encuentro.
El 7 de agosto de 2019 se comprometió con el ZZ Leiden de la DBL holandesa.
En agosto de 2020, se compromete con el Vanoli Cremona de la Lega Basket Serie A, la primera categoría del baloncesto italiano.
El 24 de julio de 2021, firma por el BC Rytas de la LKL.
La temporada 2023-24 comenzó la temporada con el Trapani Shark de la Serie A2 italiana, pero el 24 de enero de 2024 firmó con el Hapoel Be'er Sheva B.C. de la Ligat ha'Al israelí.